# Ладислав Неапольський
Ладислав Неапольський або Владислав Великодушний (італ. Ladislao il Magnanimo di Napoli, 15 лютого 1377 — 6 серпня 1414) — король Неаполя (1386—1414), король Угорщини й Хорватії (1390—1414), титулярний король Єрусалиму і Сицилії, титулярний граф Провансу і Форкальк'є (1386—1414). Син короля Неаполя, короля Угорщини і Хорватії Карла III. Був останнім представником чоловічої старшої лінії Анжуйської династії (Анжу-Сицилійського лінії).
Ладислав Неапольський був видатним політичним і військовим лідером, захисником католицької церкви та Папи Римського Інокентія VII; однак, мав погану репутацію щодо його особистого життя[джерело?]. За часи правління зміг значно розширити своє королівство, централізувати й посилити королівську владу.

## Біографія
Народився 15 лютого 1377 року в Неаполі, батьки — король Карл III та королева Маргарита Дураццо (італ. Margherita di Durazzo).
Був названий на честь короля Угорщини Святого Ладислава I, який був високо шанований в Анжуйській династії королями Карлом I та Людовиком I.
Був проголошений королем 1386 року, після загибелі свого батька. З огляду на його малолітство країною правила мати Маргарита Дураццо. Їй протистояли обидва Папи, що діяли на той час, Урбан VI та Климент VII Авіньйонський, кожен з яких відлучив королівську родину від Церкви, а також значна опозиція серед неаполітанської знаті, яка не визнала перевороту Карла III.
Головним їх противником у боротьбі за Неаполітанське королівство був Людовик II Анжуйський. В 1390 році Людовик II на чолі найманої армії висадився в Неаполі, зайняв столицю й низку прибережних провінцій. Ладислав та його мати Маргарита змушені були тікати в Гаету.
Наступні 10 років тривала війна між прихильниками Ладислава і Людовика II. Вдале одруження на Констанці, доньці сицилійського адмірала графа Манфреді III ді К'ярамонте, принесло королю солідне підкріплення.
Наступник Урбана VI Папа Римський Боніфацій IX, неаполітанець за походженням, зняв відлучення від Церкви з Ладислава, надав йому допомогу військами, здійснював перемовини з неаполітанською знаттю щодо примирення її з королем. В результаті до 1400 року Людовик II був витіснений з Неаполя, а Ладислав повернувся в столицю.
У той же період, Ладислав намагався відновити правління Анжуйської династії в Угорщині та Хорватії. Угорська й хорватська шляхта, яка виступала проти короля Сигізмунда І, підтримала претензії Ладислава на угорський і хорватський престол, які він намагався реалізовувати з 1390. Його батько, Карл III, після смерті короля Угорщини Людовика І Анжуйського, був запрошений супротивниками вдови померлого Людовика, як старший представник Анжуйської династії та коронований на Короля Угорщини та Хорватії 1385 року. Значну підтримку Карлу в цьому надали хорватські й далматські барони. Проте, через кілька місяців після коронації Карл був убитий за наказом вдови Людовика Анжуйського Єлизавети Боснійської.
Після вбивства Карла почалося повстання проти Єлизавети, центром якого стала Хорватія, пов'язана з Угорщиною особистою унією. Хорвати проголосили законним королем Ладислава, якого вони ще багато років підтримували у боротьбі за угорський трон. 1391 року Ладислав надав в управління Далмацію і Хорватію князю Хрвоє Вукчичу Хрватиничу. 1396 року Бан Хорватії та Палатин Угорщини Степан II Ласкович підтримав Ладислава в боротьбі проти короля Сигізмунда І.
1403 року лідери угорської опозиції палатин Детрит Бебек і канцлер Янош Каніжаі також закликали на угорський престол короля Неаполя Ладислава Анжуйського. В серпні 1403 року в Задарі від був офіційно коронований як король Угорщини й Хорватії.
Боротьба іншого короля Угорщини й Хорватії Сигізмунда I Люксембурга проти короля Ладислава і підтримуючих його хорватів тривала аж до 1409 року, коли Ладислав продав права на Далмацію Венеціанській республіці й відмовився від подальшої боротьби за угорський та хорватський трон, зосередившись на італійських справах.
Решта років правління були присвячені безперестанній війні за контроль над Південною Італією. 1407 року Ладислав, скориставшись конфліктом між новим Папою Римським Григорієм XII і містянами, підійшов з військом до Риму і примусив римську знать визнати його правителем Риму з правом призначати сенатора для управління містом. Після цього Ладиславу підкорилась вся Папська область.
1409 року кардинали обох «папських» партій (римської та авіньйонської) на соборі в Пізі вибрали Папою Римським Олександра V і оголосили двох інших Пап позбавленими влади. Олександр V і його наступник Іван XXIII, отримавши значну підтримку Франції та Флоренції, закликали на допомогу Людовика II Анжуйського і повели боротьбу проти Ладислава.
Спільними зусиллями їм вдалось відтіснили Ладислава з Папської області й захопити частину королівства Неаполь, проте 1412 року переможці пересварилися між собою, Людовик II виїхав до Франції, а Іван XXIII примирився з Ладиславом, при цьому Ладислав відмовився від суверенітету над Римом.
У 1413 році Ладислав вирішив не дотримуватися нав'язаного йому миру і знову захопив Рим. Війська Ладислава дійшли до Перуджі, де король раптово захворів (припускають, що його отруїли). Тяжко хворий Ладислав був перевезений до Неаполя, де помер 6 серпня 1414 року.